# Krukt megma
Krukt megma is een spinnensoort in de taxonomische indeling van de Zoropsidae.
Het dier behoort tot het geslacht Krukt. De wetenschappelijke naam van de soort werd voor het eerst geldig gepubliceerd in 2005 door Raven & Stumkat.